# Henry de Carleton
Henry de Carleton (fl. 1306) foi um membro do parlamento inglês.
Ele foi um membro (MP) do Parlamento da Inglaterra por Leicester em 1306.